# Trawsgoed
Trawsgoed est une communauté du Ceredigion, au pays de Galles.

## Géographie
La communauté est située dans le centre du comté et comprend les villages et hameaux de Abermagwr (en), Cnwch Coch (en), Y Gors (cy), Llanafan (en) et Llanfihangel y Creuddyn (en).

## Démographie
Au recensement de 2011, la communauté de Trawsgoed comptait 989 habitants.